# Рева (Требнє)
Рева (словен. Reva) — поселення в общині Требнє, регіон Південно-Східна Словенія, Словенія.